# EchoStar III
O EchoStar III (anteriormente denominado de DBSC 1) é um satélite de comunicação geoestacionário estadunidense que foi construído pela Lockheed Martin. Ele está localizado na posição orbital de 62 graus de longitude oeste e é operado pela EchoStar. O satélite foi baseado na plataforma A2100AX e sua expectativa de vida útil era de 12 anos.

## Lançamento
O satélite foi lançado com sucesso ao espaço no dia 5 de outubro de 1997 às 21:01 UTC, por meio de um veiculo Atlas-2AS lançado a partir da Estação da Força Aérea de Cabo Canaveral, na Flórida, EUA. Ele tinha uma massa de lançamento de 3674 kg.

## Capacidade e cobertura
O EchoStar III é equipado com 32 transponders em banda Ku para cobrir a região central e costa leste dos Estados Unidos.